# That's So Raven
That's So Raven (hay còn được biết đến với tên gọi Raven là thế đấy bởi Disney Channel Asia) là một loạt phim hài kịch tình huống dành cho thiếu niên, được phát sóng lần đầu tiên trên Disney Channel từ ngày 17 tháng 1 năm 2003 đến ngày 10 tháng 11 năm 2007. Lấy bối cảnh tại San Francisco, loạt phim có sự tham gia của nữ diễn viên người Mỹ Raven-Symoné trong vai Raven Baxter, một cô gái có khả năng ngoại cảm đặc biệt bằng việc nhìn thấy những sự việc xảy ra trong tương lai gần hoặc quá khứ một cách mơ hồ, cũng như cách Raven và những người bạn giải quyết một loạt những tình huống liên quan đến linh cảm của cô, nhưng thường xuyên dẫn đến những rắc rối và tình huống vui nhộn đến cho bản thân, gia đình và bạn bè. Orlando Brown và Anneliese van der Pol hóa thân thành những người bạn thân nhất của Raven, Eddie Thomas và Chelsea Daniels, bên cạnh Kyle Massey trong vai người em trai tinh nghịch của cô Cory và T'Keyah Crystal Keymáh và Rondell Sheridan lần lượt trong vai cha mẹ của cô, Tanya và Victor Baxter.
That's So Raven là một trong những loạt phim thu hút lượng người xem cao nhất trên Disney Channel ở thời điểm phát sóng, cũng như là loạt phim đầu tiên trong lịch sử của kênh truyền hình được sản xuất đến 100 tập. Nó đã nhận được nhiều giải thưởng và đề cử khác nhau, bao gồm hai đề cử giải Primetime Emmy cho Chương trình thiếu nhi xuất sắc nhất vào năm 2005 và 2007. Sau khi kết thúc, hai loạt phim phụ đã được thực hiện dựa trên That's So Raven: Cory in the House do Kyle Massey thủ vai chính từ năm 2007 đến 2008, và Raven's Home với sự tham gia của Raven-Symoné và Anneliese van der Pol với cốt truyện liên quan đến việc Raven và Chelsea cùng nhau nuôi dạy con cái, bắt đầu phát sóng vào năm 2017.

## Danh sách tập phim
That's So Raven là loạt phim truyền hình gốc của Disney có số tập dài thứ hai trong lịch sử, với mức độ phổ biến kéo dài đã giúp nó kéo dài từ 65 tập thành 100 tập. Tập cuối cùng được sản xuất là "The Way We Were", nhưng sau đó "Checkin 'Out" đã được sản xuất. Mặc dù về mặt thời gian là tập cuối cùng, nhưng những tập phim trên lại không được phát sóng cuối cùng; thay vào đó là tập "Where There's Smoke".
| Mùa | Mùa | Số tập | Số tập | Phát sóng gốc       | Phát sóng gốc        |
| Mùa | Mùa | Số tập | Số tập | Phát sóng lần đầu   | Phát sóng lần cuối   |
| --- | --- | ------ | ------ | ------------------- | -------------------- |
|     | 1   | 21     | 21     | 17 tháng 1 năm 2003 | 5 tháng 3 năm 2004   |
|     | 2   | 22     | 22     | 3 tháng 10 năm 2003 | 24 tháng 9 năm 2004  |
|     | 3   | 35     | 35     | 1 tháng 10 năm 2004 | 16 tháng 1 năm 2006  |
|     | 4   | 22     | 22     | 20 tháng 2 năm 2006 | 10 tháng 11 năm 2007 |

## Diễn viên và nhân vật
- Raven-Symoné (thường được đề cập là Raven), trong vai Raven Lydia Baxter, nhân vật chính: Một cô gái tinh nghịch, vui vẻ và hài hước, quan tâm đến bạn bè, có khả năng biết trước mọi việc (tiên tri).
- Kyle Massey trong vai Cory Baxter. Là em của Raven, luôn luôn làm chị bực mình và thích kể tội của chị ra cho bố và mẹ.
- Rondell Sheridan trong vai Victor Baxter: Là bố của Raven và Cory, vui vẻ, nghiêm khắc vì những lỗi của Raven và Cory và là một nhà bếp giỏi, thích phim thể loại disco.
- T'Keyah Crystal Keymah trong vai Tanya Baxter (mùa 1-3): là người luôn yêu thương con và quan tâm con,thích phim thể loại disco.
- Anneliese van der Pol trong vai Chelsea Daniels: Là bạn thân của Raven, luôn đi cùng Raven và có những lời khuyên cho Raven, thích làm cảnh sát. Ăn chay và chơi bóng bàn rất giỏi.
- Orlando Brown trong vai Edward "Eddie" Thomas: Là bạn thân của Raven, thích chơi bóng rổ và nhạc.

## Nhượng quyền
Thương hiệu That's So Raven đã được phát triển tương tự như cách Disney Channel đã áp dụng với Lizzie McGuire. Raven có một dòng quần áo, phát hành DVD, tiểu thuyết, đồ dùng phòng ngủ, nước hoa, một dòng board game trên Girl Talk, ba trò chơi video và hai album nhạc phim, That's So Raven và That's So Raven Too!.
Vào tháng 2 năm 2005, đồ chơi That's So Raven đã được giới thiệu trong Bữa ăn vui vẻ của McDonald. Vào tháng 4 năm 2005, một con búp bê dựa trên Raven Baxter đã được phát hành và một con khác được phát hành vào năm sau.
Vào tháng 9 năm 2005, một loại nước hoa và máy nghe nhạc MP3 cũng được sản xuất dựa theo loạt phim. Sau đó, dòng sản phẩm quần áo cũng được bày bán tại các cửa hàng của Macy's. Tính đến năm 2006, những sản phẩm liên quan đến That's So Raven đã đạt được doanh thu 400 triệu đô la.

### Album nhạc phim
- That's So Raven
- That's So Raven Too!

### Loạt tiểu thuyết
1. What You See Is What You Get – Smell of Victory & A Dog by Any Other Name
2. Rescue Me – Driven To Insanity & Mother Dearest
3. In Raven We Trust – Test of Friendship & Saturday Afternoon Fever
4. Step Up – Dissin' Cousins & Party Animal
5. Family Affair – If I Only Had a Job & Teach Your Children Well
6. 2 Good 2 B True – To See or Not to See & Ye Olde Dating Game
7. Tell It Like It Is – Campaign in the Neck & Separation Anxiety
8. Dueling Divas' – A Fight at the Opera & The Parties
9. Showtime! – Wake Up, Victor & A Fish Called Raven
10. Psyched – Psychics Wanted & Saving Psychic Raven
11. Boyfriend Blues – Four's a Crowd & Blue in the Face
12. Be Mine – Hearts And Minds & Close Encounters of the Nerd Kind
13. The Real Deal – That's So Not Raven & Run, Raven, Run
14. Over the Top – Out of Control & He's Got the Power
15. Rebel Raven – Clothes Minded & Spa Day Afternoon
16. Superstar – Radio Heads & The Road to Audition
17. House Party – Hizzouse Party & Leave It to Diva
18. Queen of Hearts – There Goes the Bride & Royal Treatment
19. Raven Rocks – A Goat's Tale & Boyz 'N Commotion
20. Extreme Fever – Extreme Cory & When There's Smoke

### Trò chơi video
- That's So Raven, Game Boy Advance
- That's So Raven 2, Game Boy Advance
- That's So Raven: Psychic on the Scene, Nintendo DS